# Cucurbita pepo
Твърдокора тиква (Cucurbita pepo) е вид едногодишно двусемеделно растение от семейство Тиквови (Cucurbitaceae). Стъблото е пълзящо и пуска видоизменени листа – мустачки. Цветовете са жълти. Плодът е валчест и здрав, а цветът му варира. Поради разнообразния си генетичен произход, членовете на твърдокора тиква се различават значително по външен вид, главно по отношение на техните плодове. Растенията обикновено са високи 30 – 80 cm.
Представителите на  C. pepo са култивирани по различно време. Култивираните видове имат по-големи плодове и по-големи, но по-малко семена.
Плодовете на тиквата може да се берат, докато незрелите семена и кора са все още меки и годни за консумация. Тогава плодът се нарича тиквичка.